# Михайле Дукоський
Михайле М. Дукоський (мак. Михајле Дукоски; 1921, Лупште — 1944, Лешок) — македонський партизан, борець за свободу Македонії та учасник Народновизвольних військ Македонії.

## Біографія
Переїхав до села Туїн, де одружився і жив як господар. За родом діяльності був хліборобом. У 1943 році активно працював у Раді національного визволення, а потім приєднався до підрозділів Народновизвольних військ Македонії в Томино-Село в Косовському батальйоні. У 1944 році брав участь у завершальних боях за визволення Гостивара і Тетово. Загинув у листопаді 1944 року поблизу тетовського села Лешок.